# Radamel Falcao García
|  | No s'ha de confondre amb Paulo Roberto Falcão. |

Radamel Falcao García Zárate (Santa Marta, Colòmbia, el 10 de febrer de 1986), futbolísticament conegut simplement com a Falcao, és un futbolista professional colombià que actualment juga al Millonarios FC, després d'haver jugat entre d'altres a l'Atlètic de Madrid de la lliga espanyola i al Chelsea FC de la Premier League. És també membre de la selecció nacional colombiana.
És el màxim golejador en una temporada d'un torneig europeu, la Lliga Europa de la UEFA. El juliol de 2011 fou considerat com el cinquè millor futbolista a Europa durant la temporada 2010-11 mitjançant una votació realitzada per 53 periodistes esportius de les federacions membres de la UEFA.

## Trajectòria futbolística

### Inicis
Falcao deu el seu nom al mític jugador brasiler de la dècada dels 80, Falcão. Va ser el seu pare Radamel, el qual havia estat futbolista de diversos equips colombians, qui l'inicià en el món futbolístic. Així, de la mà de Silvano Espíndola, el seu principal valedor, va arribar al Lanceros Boyacá equip amb el qual va debutar el 28 d'agost del 1999 a la Categoría Primera B contra el Deportivo Pereira. Va ser el jugador més jove en debutar en aquesta categoria amb només 13 anys, 6 mesos i 18 dies.

### River Plate
Després d'algunes proves amb Vélez Sarsfield, el 2001 va acabar fitxant per River Plate. A la mateixa escola del club va acabar els seus estudis de batxillerat i posteriorment va començar la carrera de periodisme a la Universitat de Palermo. Va debutar el 6 de març de 2005 amb Leonardo Estrada a la banqueta, era un partit del Torneig Clausura, des de llavors ja no va perdre la confiança del seu entrenador, Reinaldo Merlo. En les diverses temporades que va jugar amb l'equip argentí només va aconseguir un títol, va ser el torneig Clausura del 2008.

### Porto

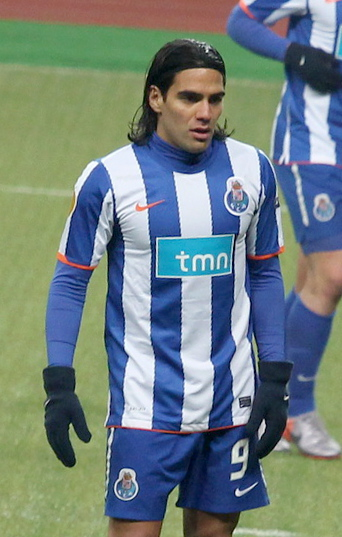
Falcao en un partit amb el Porto.

El juliol del 2009 va marxar al Porto, un traspàs que es va tancar amb una xifra propera als 4M€.

### Atlético de Madrid
L'estiu del 2011, després de la marxa del Kun Agüero, l'Atlético va comptar amb el colombià per a suplir la seva marxa, l'acord es va tancar al voltant dels 45 milions de €.
El 31 d'agost de 2012 fou titular en el partit que decidia la Supercopa d'Europa 2012, contra el Chelsea FC a Mònaco, i que l'Atlético de Madrid guanyà per 4 a 1. Fou nomenat a més millor jugador del partit, i hi va marcar tres gols.

### AS Monaco
El 31 de maig de 2013 l'Atlètic de Madrid el va traspassar a l'AS Monaco, per les següents cinc temporades, i un sou de 14 milions d'euros anuals.

## Palmarès

### Campionats estatals
| Títol                 | Club              | País      | Any  |
| --------------------- | ----------------- | --------- | ---- |
| Torneig Clausura      | River Plate       | Argentina | 2008 |
| Supercopa de Portugal | FC Porto          | Portugal  | 2009 |
| Copa de Portugal      | FC Porto          | Portugal  | 2010 |
| Supercopa de Portugal | FC Porto          | Portugal  | 2010 |
| Lliga de Portugal     | FC Porto          | Portugal  | 2011 |
| Copa de Portugal      | FC Porto          | Portugal  | 2011 |
| Supercopa de Portugal | FC Porto          | Portugal  | 2011 |
| Lliga de Portugal     | FC Porto          | Portugal  | 2012 |
| Copa del rei          | Atlètic de Madrid | Espanya   | 2013 |
| Ligue 1               | AS Monaco         | França    | 2017 |

### Copes internacionals
| Títol                   | Club                | País     | Any  |
| ----------------------- | ------------------- | -------- | ---- |
| Sud-americà Sub-20      | Selecció Colombiana | Colòmbia | 2005 |
| Lliga Europa de la UEFA | FC Porto            | Portugal | 2011 |
| Lliga Europa de la UEFA | Atlètic de Madrid   | Espanya  | 2012 |
| Supercopa d'Europa      | Atlètic de Madrid   | Espanya  | 2012 |

### Premis individuals
| Premi                                                                      | Any     |
| -------------------------------------------------------------------------- | ------- |
| Part de l'Equip Ideal d'Amèrica                                            | 2007    |
| Atleta de l'any del FC Porto                                               | 2010    |
| Golejador de la Copa de Portugal                                           | 2010    |
| Millor gol de la Lliga de Campions Fox Sports                              | 2010    |
| Golejador de la UEFA Europa League                                         | 2011    |
| "Man of the match", millor jugador de la final de la UEFA Europa League    | 2011    |
| Cruz de Caballero Orden de Boyacá                                          | 2011    |
| Deportista de l'any en Colombia pel diario El Tiempo                       | 2011    |
| Millor jugador de la temporada de Portugal, donat pel diari "A Bola"       | 2012    |
| Segon millor golejador, segons la IFFHS                                    | 2012    |
| Golejador de la UEFA Europa League                                         | 2012    |
| "Man of the match", al millor jugador de la final de la UEFA Europa League | 2012    |
| Tercer golejador de la Lliga BBVA                                          | 2011-12 |